# Djupasjön, Blekinge
Djupasjön är en sjö i Ronneby kommun i Blekinge och ingår i Vierydsåns huvudavrinningsområde. Sjön är 15 meter djup, har en yta på 0,161 kvadratkilometer och är belägen 62,5 meter över havet.

## Delavrinningsområde
Djupasjön ingår i det delavrinningsområde (624451-146261) som SMHI kallar för Mynnar i Vierydsån. Medelhöjden är 77 meter över havet och ytan är 50,45 kvadratkilometer. Det finns inga avrinningsområden uppströms utan avrinningsområdet är högsta punkten. Fröjadalsbäcken som avvattnar avrinningsområdet har biflödesordning 2, vilket innebär att vattnet flödar genom totalt 2 vattendrag innan det når havet efter 13 kilometer. Avrinningsområdet består mestadels av skog (67 procent) och jordbruk (16 procent). Avrinningsområdet har 2,52 kvadratkilometer vattenytor vilket ger det en sjöprocent på 5 procent.